# Kang Ae-shim
Kang Ae-shim (en hangul, 강애심; 28 de febrero de 1963), es una actriz surcoreana, activa desde 1981. Ha participado en decenas de obras de teatro, musicales, películas y series de televisión, pero es conocida sobre todo por su personaje Jang Geum-ja en la segunda y tercera temporadas de El juego del calamar.

## Vida personal
Kang Ae-shim se sintió atraída por la actuación desde muy pequeña. Fue al ver a Julie Andrews en Sonrisas y lágrimas, cuando apenas tenía cinco o seis años: «luego entré en la escuela primaria, y como era buena cantando durante un recital literario, me dijeron que hiciera una audición, así que me salté la clase para audicionar para Blancanieves, pero fracasé». Cuando fue a la universidad se unió a un club de teatro y comenzó a actuar.
En la universidad se especializó en educación infantil; hubiera querido estudiar actuación pero no creyó poder superar la oposición de sus padres. Tras la graduación trabajó un tiempo como maestra de preescolar, labor que hacía de día mientras se dedicaba al teatro de noche, pero al final abandonó: «era demasiado duro para mi cuerpo y psicológicamente agobiante». Después se formó en un programa de capacitación organizado por el Teatro Nacional y se unió a una compañía de teatro popular, donde tenía un sueldo fijo y conoció al que sería su marido.
Está casada y tiene un hijo. A los 28 años se casó con un compañero de profesión. Las dificultades económicas que sufría la pareja de actores lo obligaron a buscar otro empleo y trabajar a tiempo parcial como encofrador, pero las ofertas de papeles fueron disminuyendo para él y acabó siendo un trabajo a tiempo completo.

## Carrera

### Teatro
Aunque empezó a actuar en 1981, ella misma sitúa su debut real dos años después: «si tuviera que nombrar mi debut en una obra comercial, habría sido en 1983. Me gradué en una escuela secundaria e hice una obra llamada The Next en una compañía de teatro dirigida por un estudiante de último año de mi club de teatro». Desde entonces ha desarrollado la mayor parte de su carrera no en el plató sino en el escenario, al que sigue dando prioridad. Por este motivo no ha logrado contar con los servicios de ninguna agencia de representación, pese a haber negociado con varias. Kang considera que el público es el mayor atractivo de una obra, que «crea más de la mitad de la energía [y que] se trata de completar una pieza creando sinergia con él». Por ello encuentra aún dificultades en ponerse ante una cámara, sin público delante. También se mantiene apartada de las redes sociales.
En teatro, fue distinguida como mejor actriz revelación en los premios Baeksang Arts de 1990, por su trabajo en la obra de Lee Kang-baek Chilsan-ri. Ha pasado por varias compañías teatrales, entre ellas la compañía Whale y la Compañía de Teatro Metropolitano de Seúl. Uno de los papeles dramáticos más representativos de la actriz fue el de Harriet, una tortuga que evolucionó a ser humano después de vivir casi doscientos años, en La tortuga de Darwin, obra del dramaturgo español Juan Mayorga. Su interpretación le valió el premio Kim Dong-hoon en los Premios de Teatro de Corea de 2009. Cinco años después fue galardonada como mejor actriz en esos mismos premios gracias a su personaje de Geumja, una abuela que ha ocultado durante toda su vida el hecho de que apenas adolescente fue obligada a trabajar como mujer de consuelo para el ejército japonés, en la obra Red Poem.
Kang Ae-shim tuvo un cierto papel en los inicios de la carrera de Kim Tae-ri. Kang estaba actuando en una obra unipersonal, Flatfish. «En ese entonces, Kim Tae-ri era asistente de dirección y operadora en la compañía de teatro Iru. Un día, le dije: "es muy solitario porque es una obra unipersonal. Tae-ri, ¿quieres decir tus diálogos?". Lo dije en broma. Pero ella dijo que se sabía casi todos los diálogos de memoria. Así que, además de las funciones existentes, creamos una función diurna y Tae-ri apareció en escena». La propia Kim ha recordado en varias ocasiones con agradecimiento que Kang Ae-shim le diera la oportunidad de hacer esas cuatro funciones, y considera Flatfish la obra más significativa de sus inicios, tanto que la volvió a llevar a escena un año después.
También ha sido Kang una presencia asidua en teatro musical. Aunque no ha tenido estudios específicos de canto, sí formó parte en sus primeros años de algunas agrupaciones corales, y después pudo demostrar sus habilidades en obras como el musical Bernarda Alba de Michael John La Chiusa, donde encarnó en 2020 el personaje de María Josefa. Ya años antes había entrado en el mundo de García Lorca con la puesta en escena de este mismo drama, La casa de Bernarda Alba, en lo que fue el trabajo debut del director Kim Jeong, en 2015.

### Cine y televisión
Su debut en cine llegó solo en 2006, y aún más tarde obtuvo su primer papel en televisión, en 2018. SIn embargo, desde entonces ha multiplicado su presencia en esta última, generalmente con papeles pequeños como secundaria. Muy a menudo han sido papeles de madre o abuela de algún otro personaje, por lo que es considerada una «actriz especialista en K-mon» y ha recibido el sobrenombre de la «segunda Youn Yuh-jung».
En televisión, y antes de la explosión de popularidad que supuso El juego del calamar, era conocida sobre todo por haber sido precisamente la madre de una de las protagonistas (Im Jin-ju, interpretada por Chun Woo-hee) en la recordada Be Melodramatic; fue como tantos otros un papel pequeño, pero que dejó huella en los espectadores. Más adelante, en 2022, sucedería algo parecido con su presencia en el primer episodio de otra serie de gran éxito, Woo, una abogada extraordinaria, donde es una mujer acusada de intento de asesinato de su marido.
Con un sólido prestigio en el mundillo teatral surcoreano pero hasta entonces no muy conocida fuera de él, el papel que le ha dado fama internacional es el de Jang Geum-ja en la segunda temporada de El juego del calamar. Es la concursante de mayor edad, una madre que decide participar en el juego para acompañar y proteger a su hijo. Geum-ja es una mujer provinciana, impertinente y poco escrupulosa con la verdad, pero también fuerte, dispuesta a cualquier sacrificio por su hijo, y también de mentalidad abierta: una madre coreana más de las muchas que ha interpretado Kang a lo largo de su carrera. Careciendo la actriz de agencia, un director de casting se puso en contacto directamente con ella para una audición en vídeo, que se hizo ella misma con el móvil. Cuando supo que había sido elegida para el papel reaccionó con incredulidad, pues nunca había actuado en una producción a esta escala. Pero estuvo a punto de tener que renunciar, a causa de un accidente doméstico que la obligó a llevar al principio del rodaje una mano inmovilizada con un vendaje. Geum-ja es también un personaje importante en la tercera temporada.

## Filmografía

### Cine
| Año  | Título                       | Hangul                      | Papel                       | Notas | Ref.          |
| ---- | ---------------------------- | --------------------------- | --------------------------- | ----- | ------------- |
| 2006 | Old Miss Diary               | 올드 미스 다이어리 - 극장판 | Hija de Ha Wa-i             |       |               |
| 2007 | Mother                       | 어머니는 죽지 않는다        | Monja                       |       |               |
| 2008 | El hombre que fue Superman   | 슈퍼맨이었던 사나이         | Trabajadora de la Cruz Roja |       |               |
| 2010 | Secret Love                  | 비밀애                      | Mujer del pueblo            |       |               |
| 2015 | Another Way                  | 다른 길이 있다              | Madre de Jung-won           |       | [ 13 ]        |
| 2016 | Fourth Place                 | 4등                         | Madre de Harvard            |       |               |
| 2018 | Mom, Popo, and Me            |                             |                             |       |               |
| 2019 | Kim Ji-young: Born 1982      | 82년생 김지영               | Abuela de Ji-young          |       | [ 14 ] [ 15 ] |
| 2020 | Jessie Story                 |                             |                             |       |               |
| 2020 | A Bedsore                    | 욕창                        | Yoo Soo-ok, la cuidadora    |       | [ 16 ]        |
| 2021 | The ABCs of Our Relationship | 관계의 가나다에 있는 우리는 | Cherry                      |       |               |
| 2021 | Essay Love                   |                             |                             |       |               |
| 2021 | Outing                       |                             |                             |       |               |
| 2022 | Open the Door                | 오픈 더 도어                | Madre de Chi-hoon           |       | [ 17 ]        |
| 2022 | The Dream Songs              | 너와 나                     | Abuela                      |       |               |
| 2023 | Rebound                      | 리바운드                    | Esposa del director         |       | [ 18 ]        |
| 2023 | Sad Tropics                  | 슬픈 열대                   | Madre de Marco              |       |               |
| 2023 | Concrete Utopia              | 콘크리트 유토피아           | Madre de Yeong-tak          |       | [ 19 ]        |
| 2023 | Spontaneous Human Combustion |                             |                             |       |               |
| 2024 | Wonderland                   | 원더랜드                    | Madre de Hae-ri             |       | [ 20 ]        |

### Series de televisión
| Año     | Título                          | Papel                            | Canal   | Notas             | Ref.          |
| ------- | ------------------------------- | -------------------------------- | ------- | ----------------- | ------------- |
| 2018    | Voice 2                         | Médico ilegal                    | OCN     |                   |               |
| 2019    | Beautiful World                 | Madre de In-ha y Joon-ha         | JTBC    |                   |               |
| 2019    | Be Melodramatic                 | Madre de Jin-ju                  | JTBC    |                   | [ 3 ]         |
| 2019    | Voice 3                         |                                  | OCN     |                   |               |
| 2019    | Birthday Letter                 |                                  | KBS2    |                   |               |
| 2019    | Cuando la camelia florece       |                                  | KBS2    |                   |               |
| 2019    | Luwak Human                     |                                  | JTBC    | Drama Festa       |               |
| 2019-20 | Diary of a Prosecutor           | Moon Ok-rim                      | JTBC    |                   |               |
| 2020    | Tell Me What You Saw            | Bong Yeon-ja                     | OCN     |                   |               |
| 2020    | Hacia el círculo                | Park Jeong-rae                   | KBS2    |                   |               |
| 2020-21 | No, Thank You                   | Madre de Sa-rin                  | KakaoTV | Serie web         |               |
| 2021    | Move to Heaven                  | Lee Mi-seon, mujer de Kim In-soo | Netflix | Serie web         |               |
| 2021    | Un amor loco                    | Madre de Hwi-oh                  | KakaoTV | Serie web         |               |
| 2021    | Pasillos de hospital            | Madre de Song-hwa (solo voz)     | tvN     | Segunda temporada |               |
| 2021    | You Are My Spring               | Propietaria de restaurante       | tvN     | Ep. 9             |               |
| 2021    | A Person Like You               | Ok-su                            | JTBC    |                   |               |
| 2021    | Ordinary Jae-Hwa                | Choi Kyeong-mi                   | KBS2    | KBS Drama Special |               |
| 2021-22 | Bad and Crazy                   | Seo Seung-suk                    | tvN     |                   |               |
| 2022    | Rookie Cops                     | Conserje en la Universidad       | Disney+ | Serie web         |               |
| 2022    | Treinta y nueve                 | Directora del orfanato Onnuri    | JTBC    | Ep. 1             |               |
| 2022    | Cleaning Up                     | Proietaria del supermercado      | JTBC    |                   |               |
| 2022    | Woo, una abogada extraordinaria | Choi Young-ran                   | ENA     |                   | [ 21 ]        |
| 2022    | Fly High Butterfly              |                                  | JTBC    |                   |               |
| 2023    | Shin, abogado de divorcios      | Madre de Min-jung                | JTBC    |                   | [ 22 ]        |
| 2023    | One Day Off                     | Abuela de Yool-ah                |         |                   |               |
| 2023    | Unpredictable Family            |                                  | KBS1    |                   |               |
| 2023-24 | Tell Me That You Love Me        | Directora del orfanato           | ENA     |                   |               |
| 2024    | Queen of Divorce                | Park Jung-sook, madre de Sa-ra   | JTBC    |                   | [ 23 ] [ 24 ] |
| 2024    | Wonderful World                 | Jang Hyung-ja                    | MBC     |                   | [ 25 ]        |
| 2024    | Hablando con franqueza          | Na Yoo-jung                      | JTBC    |                   | [ 26 ] [ 27 ] |
| 2024    | El amor vuelve a casa           | Propietaria de la fábrica JPlus  | JTBC    | Ep. 5             |               |
| 2024    | Un negocio virtuoso             | Lee Bok-soon                     | JTBC    |                   | [ 28 ]        |
| 2025    | El juego del calamar            | Jang Geum-ja                     | Netflix | Segunda temporada | [ 6 ]         |
| 2025    | ¡Oh, mis clientes fantasmas!    | Yeong-sook                       | MBC     |                   | [ 29 ]        |
| 2025    | El juego del calamar            | Jang Geum-ja                     | Netflix | Tercera temporada | [ 30 ]        |
| 2025    | First, For Love                 | Abuela Mimi                      | tvN     |                   | [ 31 ]        |

## Premios y nominaciones
| Año  | Premios                    | Categoría                        | Papel                | Resultado | Ref.         |
| ---- | -------------------------- | -------------------------------- | -------------------- | --------- | ------------ |
| 1990 | Premios Baeksang Arts      | Mejor actriz revelación (teatro) | Chilsan-ri           | Ganadora  | [ 8 ]        |
| 2009 | Premios de Teatro de Corea | Premio Kim Dong-hoon             | La tortuga de Darwin | Ganadora  | [ 8 ] [ 32 ] |
| 2015 | Premios de Teatro de Corea | Mejor actriz                     | Red Poem             | Ganadora  | [ 33 ]       |